# Aomorigran
Aomorigran (Abies mariesii) är en växtart i släktet ädelgranar och familjen tallväxter. Den beskrevs av Maxwell Tylden Masters.

## Utbredning och habitat
Arten förekommer endemiskt på ön Honshu i Japan. Den växer i bergstrakter mellan 750 och 2 800 meter över havet. Vädret i regionen är kyligt och fuktigt under sommaren och kallt samt snörikt under vintern. Den årliga nederbördsmängden ligger vid cirka 2 000 mm. Aomorigranen kan bilda skogar där nästan inga andra träd ingår. Den observeras vanligare tillsammans med fujigran, Tsuga diversifolia, Picea jezoensis, dvärgtall och en samt ibland tillsammans med lövträd som kamtjatkabjörk, Sorbus commixta och arter av lönnsläktet. I vulkaniska områden utgörs undervegetationen ofta av bambu som Sasa paniculata och Sasa nipponica.

## Användning och hot
Trä från aomorigranen används sällan eftersom träden typiskt växer på svårtillgängliga platser i bergstrakterna. För beståndet är inga hot kända och det anses vara stabilt. IUCN listar arten som livskraftig (LC).

## Bildgalleri

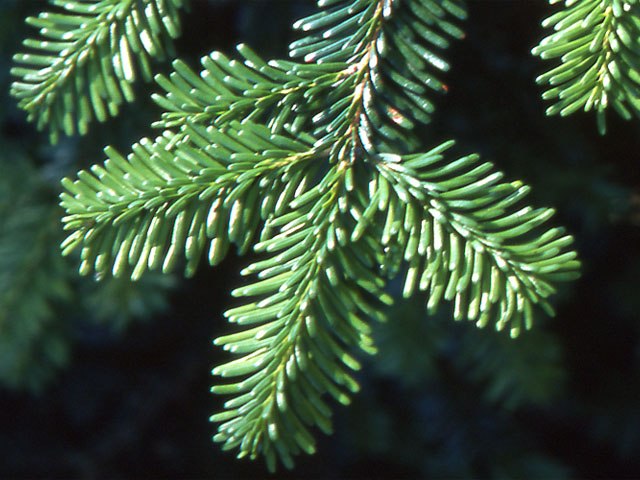
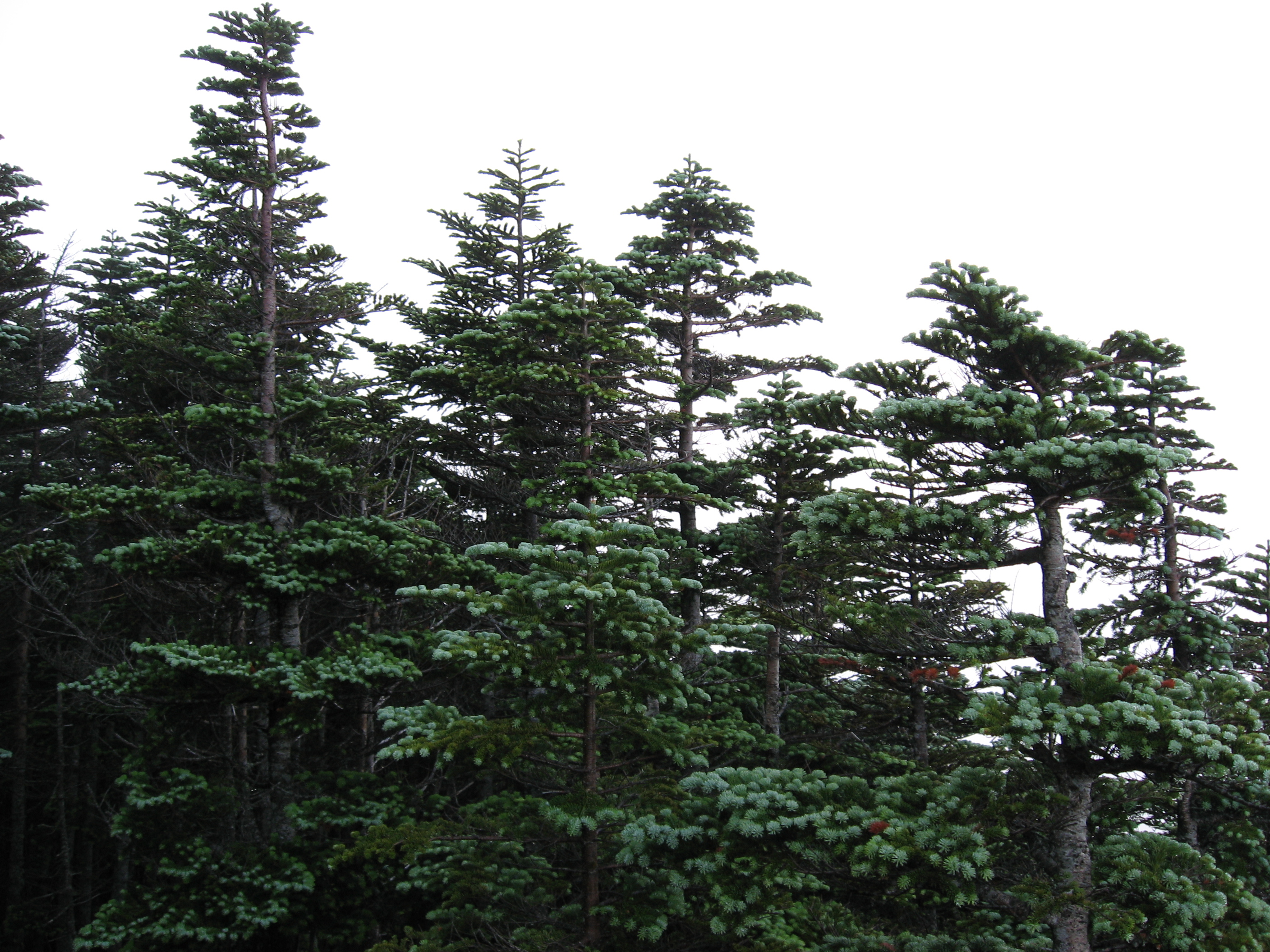
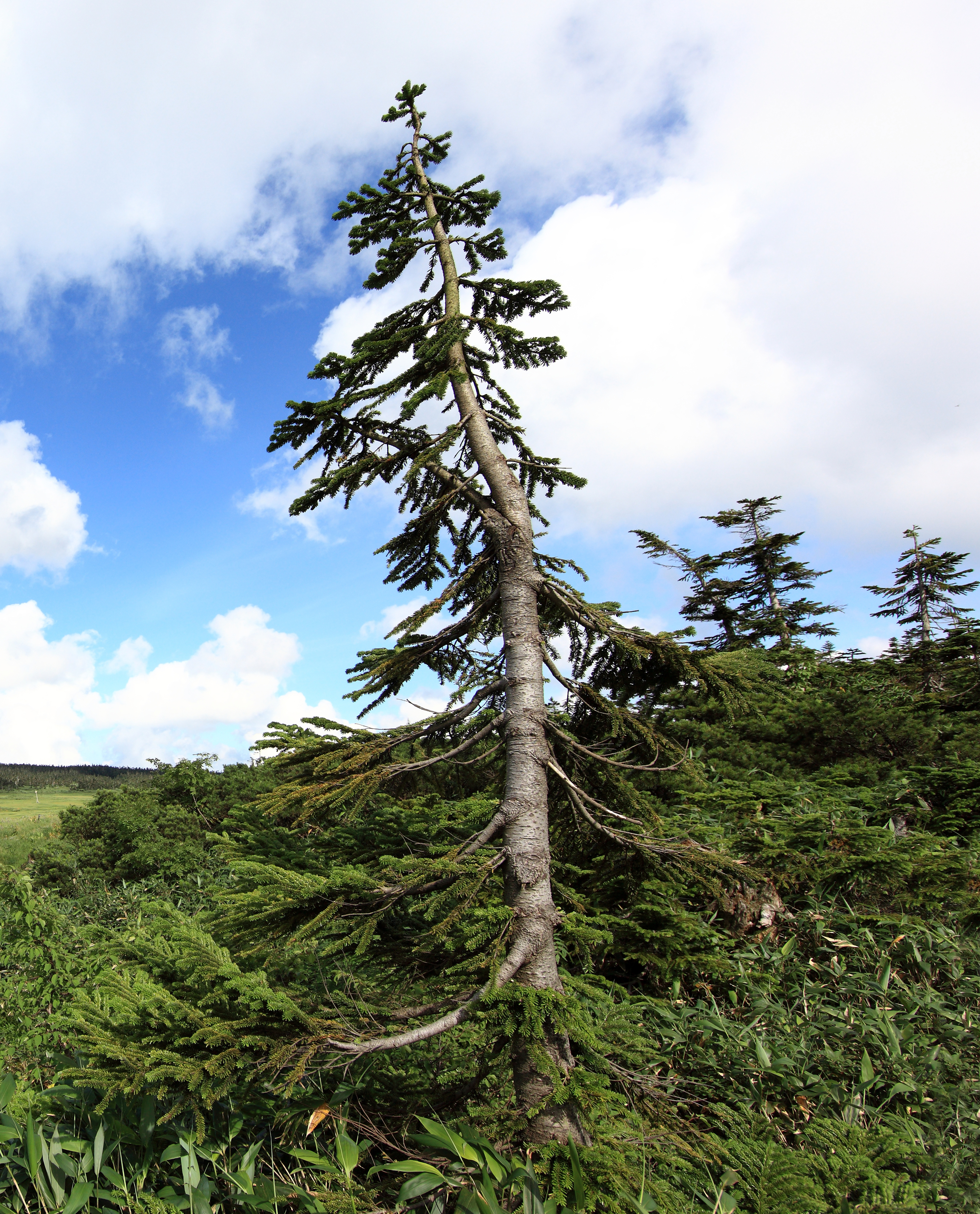
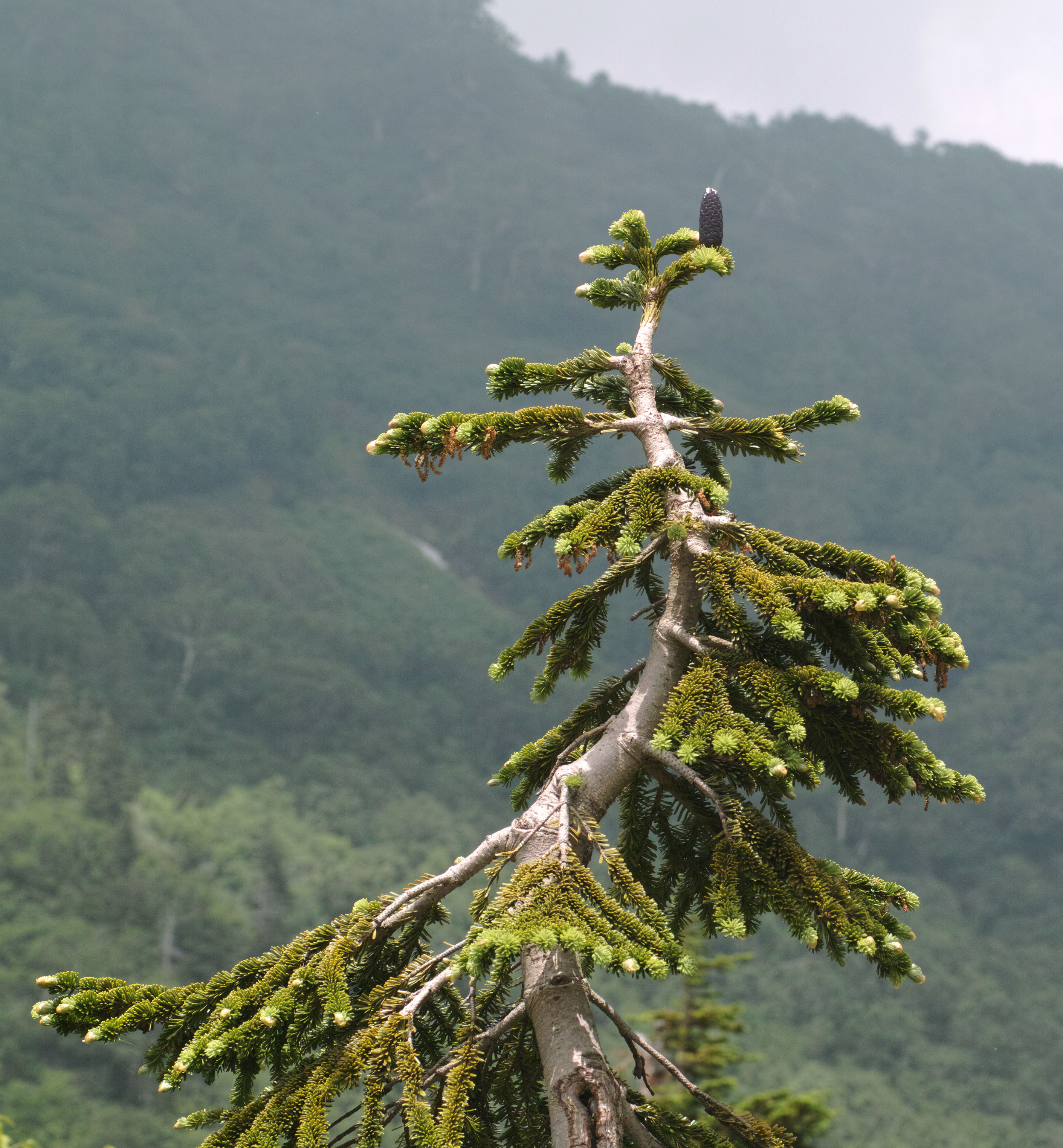
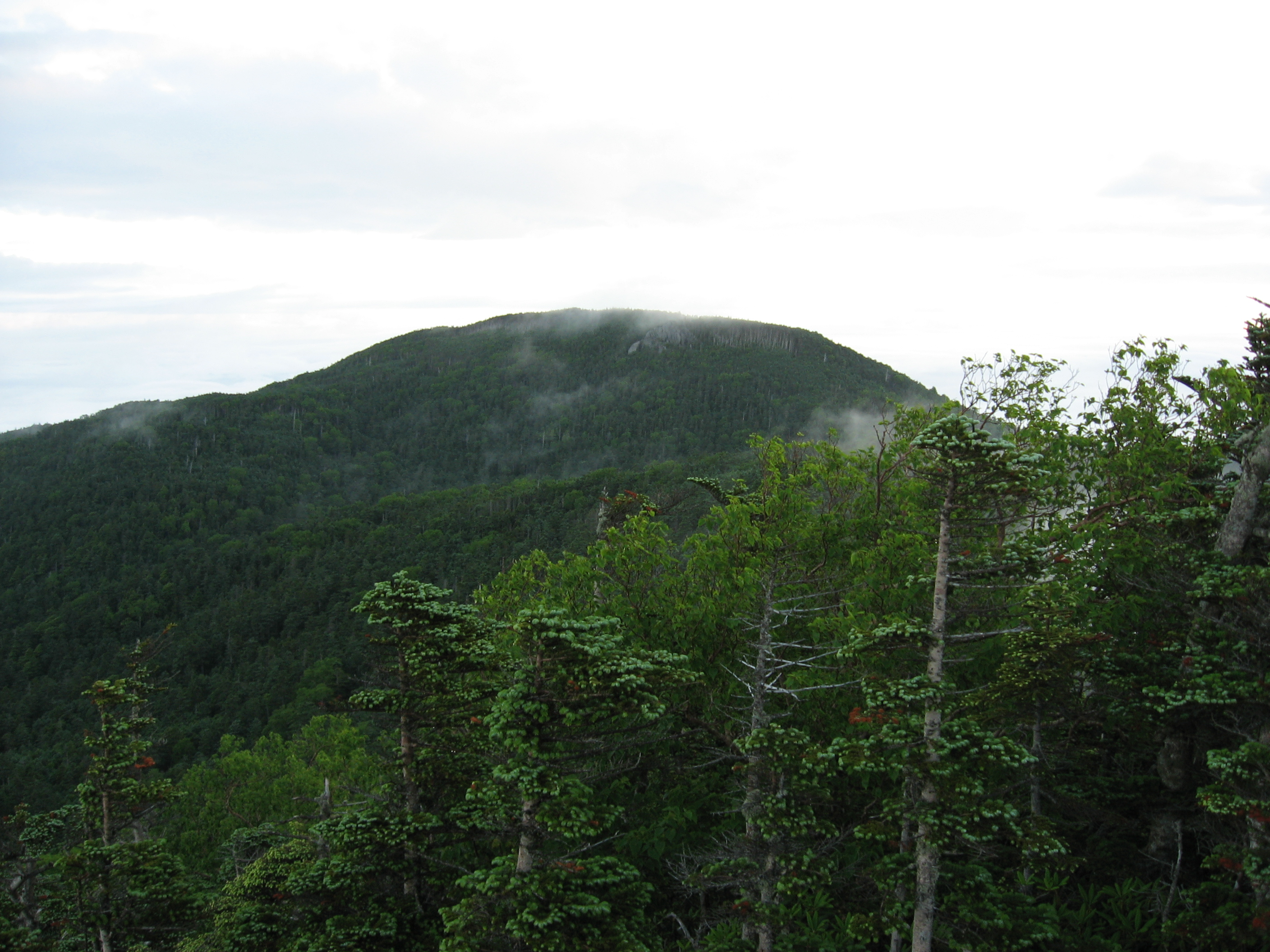
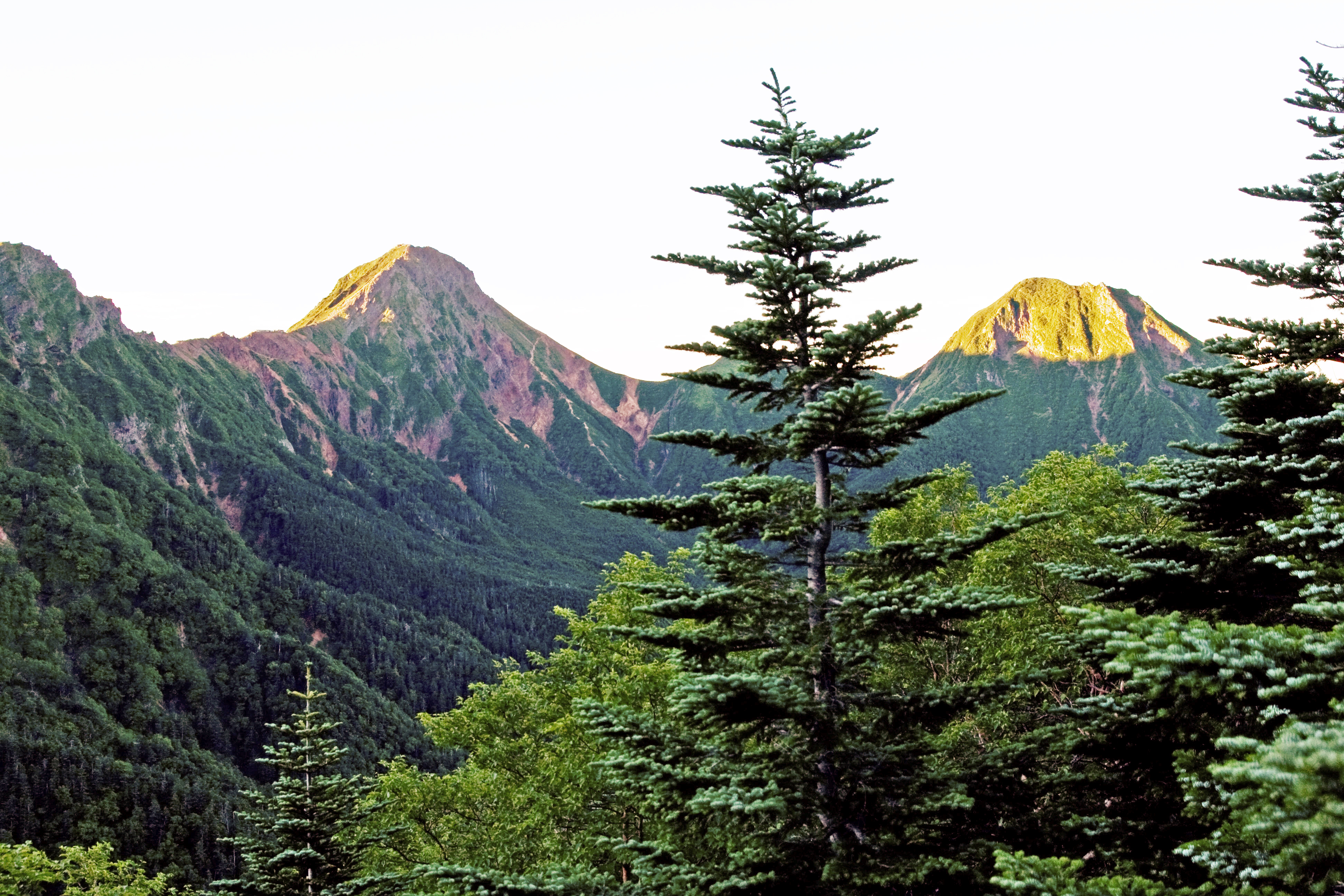